# 布拉霍維申卡 (波洛希區)

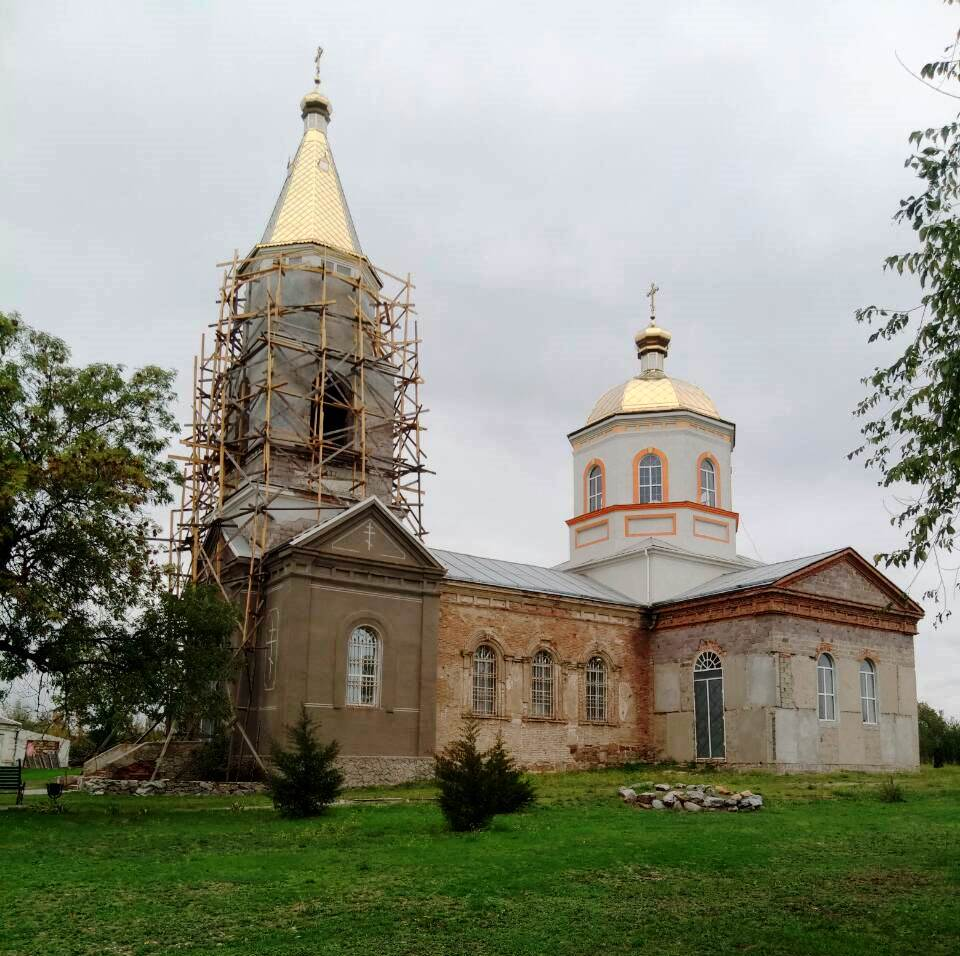
教堂

布拉霍維申卡（羅馬化：Blahovishchenka）是位於烏克蘭南部扎波羅熱州波洛希區科米什-佐里亞市鎮的村莊。該村面積8.33平方公里，海拔高度131米，2001年人口1,649，人口密度每平方公里198人。